# Ciampa moderatella
Ciampa moderatella är en fjärilsart som beskrevs av Walker 1869. Ciampa moderatella ingår i släktet Ciampa och familjen mätare. Inga underarter finns listade i Catalogue of Life.